# Phaeacius yixin
Phaeacius yixin là một loài nhện trong họ Salticidae.
Loài này thuộc chi Phaeacius. Phaeacius yixin được Zhang & Li miêu tả năm 2005.